# Tonicha
Antonia de Jesus Montes Tonicha Viegas, coneguda com Tonicha (Beja, 8 de març de 1946) és una cantant portuguesa. Va representar Portugal al Festival de la Cançó d'Eurovisió el 1971.
Al llarg de la seva carrera ha interpretat cançons protesta, música lleugera i folk. Es va donar a conèixer el 1964 amb l'àlbum Christmas in Portugal, en el qual van participar artistes consagrats del fado i la cançó lleugera. A inicis de l'any següent va publicar el seu primer disc en solitari amb Luar para esta noite, sota la direcció de Jorge Costa Pinto. El 1966 i el 1967 es va presentar i va guanyar el Festival de Figueira da Foz amb les cançons Boca de amora i A tua canção, avozinha, respectivament. El darrer també va obtenir un premi de la premsa a la millor compositora, al micròfon d'or RCP i va ser elegida dona portuguesa de l'any. El 1968 va participar al Festival RTP de la Cançó, on va obtenir la segona posició, va treballar amb José Cid i va escriure diverses cançons originals com La Mansarde o Esperei, que van ser inclosos a l'EP Tonicha canta composições de José Cid.
Després de publicar dos discos més, Caminhero, donde vens (1969) i D. Pedro (1970), va participar al Festival de la Cançó d'Eurovisió el 1971, en representació de Portugal, amb la cançó Menina do alto da serra, que va quedar en novena posició entre els divuit participants. Posteriorment va fundar amb Ary dos Santos la discogràfica Discófilo. Passada la Revolució dels Clavells (1974), van tenir altres èxits com Tu és o zé que fumas i Zumba na Caneca.
La cantant ha continuat cantant al llarg de la seva vida, a més d'haver participat en diverses pel·lícules. El 2005, amb motiu dels quaranta anys de carrera artística, va posar en marxar diverses iniciatives com la publicació una biografia fotogràfica i un disc commemoratiu amb col·laboració d'altres artistes, o una mostra amb una retrospectiva de la seva carrera a Lisboa.